# Westland Lynx
El Westland Lynx (en español: «Lince») es un helicóptero utilitario de fabricación británica, diseñado por la empresa aeronáutica Westland Helicopters y construido en su fábrica situada en Yeovil. El Lynx realizó su primer vuelo el 21 de marzo de 1971 bajo la designación Westland WG.13. Originalmente pensado como una aeronave utilitaria para uso civil y naval, el interés militar llevó al desarrollo de variantes militares de combate terrestre y naval. Estuvo listo para su uso operacional en el año 1977 y posteriormente fue adoptado por las fuerzas armadas de más de una docena de países. Este helicóptero posteriormente, pasó a ser producido y comercializado por AgustaWestland (fusionada a partir de 2016, a su vez, en Leonardo, nuevo nombre de Finmeccanica).
Por otra parte, cabe destacar que este helicóptero puede realizar acrobacias tipo "looping". Tanto es así que se utiliza como helicóptero de acrobacias en exhibiciones del Éjercito Británico. En 1986, una versión modificada de este modelo, estableció el récord de mayor velocidad para helicópteros, desplazándose a 400.87 km/h. Gracias a este hecho, en 2014 recibió el premio de Patrimonio de la Ingeniería, otorgado por la Institución de Ingenieros Mecánicos de Reino Unido.

## Desarrollo

### Origen del Lynx
El diseño original del Lynx (en aquel momento, conocido bajo el nombre de Westland WG.13) comenzó a mediados de los años 1960, planteado como un helicóptero que reemplazase a los Westland Scout y Wasp, y teniendo como objetivo el ser una aparato más avanzado que el UH-1 Iroquois.  En aquella época, y como parte de un acuerdo franco-británico firmado en febrero de 1967, el fabricante aeronáutico francés Aérospatiale obtuvo una participación en el programa de construcción del aparato.  Aérospatiale recibió cerca del 30% de la carga de producción del Lynx, mientras que Westland se quedó para sí misma el porcentaje restante.  Con este acuerdo se pretendía que Francia adquiriese el Lynx para la Armada Francesa y el Ejército Francés, mientras que a cambio, el Reino Unido compraría el Aérospatiale Gazelle y el Puma para sus fuerzas armadas, como contraprestación industrial. No obstante, el Ejército Francés acabaría por cancelar su pedido del Lynx en octubre de 1969.

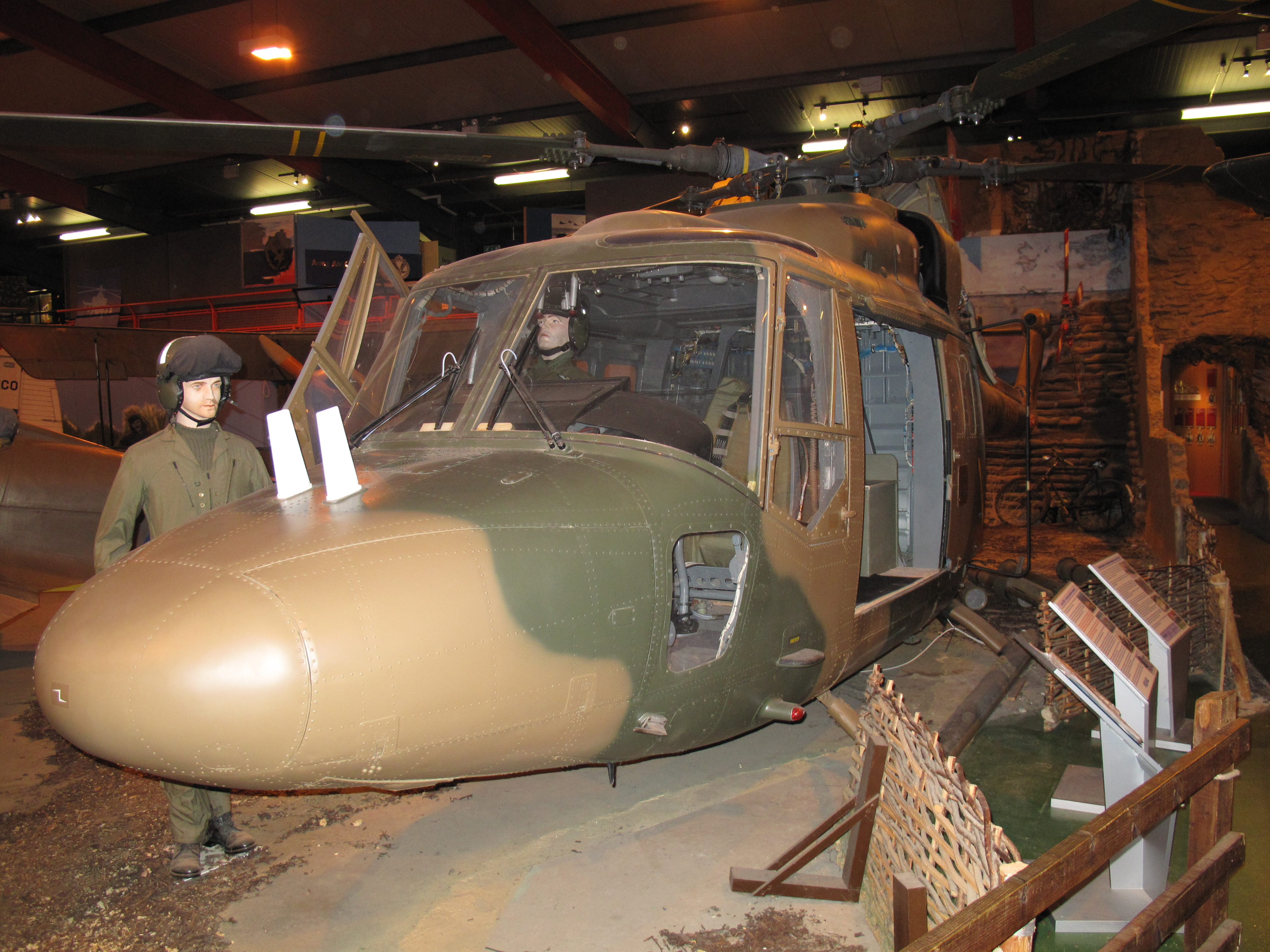
El Lynx XX153, que batió el récord de velocidad para helicópteros en el año 1972.

Originalmente, el Lynx estaba equipado con dos motores turboeje Rolls-Royce Gem, y empleaba muchos componentes derivados del Scout y del Wasp. Sin embargo, el diseño del rotor era novedoso, ya que las palas eran semirrígidas, y hechas mediante una estructura en forma de panal.  El primer prototipo del Lynx realizó su primer vuelo el 21 de marzo de 1971. Un año más tarde, en 1972, un Lynx batió el récord de velocidad para helicópteros, en circuito de 15 y 25 km, al volar a una velocidad de 321,74 km/h (199,92 mph). Posteriormente, también batió el récord en circuito cerrado de 100 km, volando a una velocidad de 318,504 km/h (197,91 mph).
El Ejército Británico realizó un pedido por un total de 100 Lynx, designados bajo el nombre de Lynx AH.1 (Army Helicopter Mark 1; en español: Helicóptero del Ejército, Modelo 1), destinado para diferentes tipos de tareas, como transporte, escolta armada, helicóptero antitanque (equipado con ocho misiles BGM-71 TOW), reconocimiento y evacuación. Los Lynx del Ejército estaban equipados con un sistema de control de vuelo Marconi Elliot AFCS que estabilizaban automáticamente al aparato en sus tres ejes.  Las entregas de las unidades de producción del Lynx comenzaron en el año 1977.
La versión navial del Lynx, conocida como el Lynx HAS.2 en la Armada Británica, o Lynx Mk.2(FN) en la Armada Francesa, se diferenciaba claramente del Lynx AH.1 al estar equipado con un tren de aterrizaje triciclo en lugar de los patines, por su equipamiento de apontaje en cubierta, palas del rotor principal plegables, un sistema de flotación de emergencia, y un radar montado en el morro de la aeronave.
En 1986, el antiguo prototipo del Lynx, registrado como G-LYNX, fue modificado especialmente con motores Gem 60 y palas BERP.  El 11 de agosto de 1986, el helicóptero, pilotado por Trevor Egginton, batió el récord absoluto de velocidad para helicópteros en un circuito de 15 y 25 km al alcanzar la velocidad de 400,87 km/h (249,09 mph); un récord oficial reconocido por la Federación Aeronáutica Internacional y que todavía no ha logrado ser batido.

## Operadores

### Operadores militares

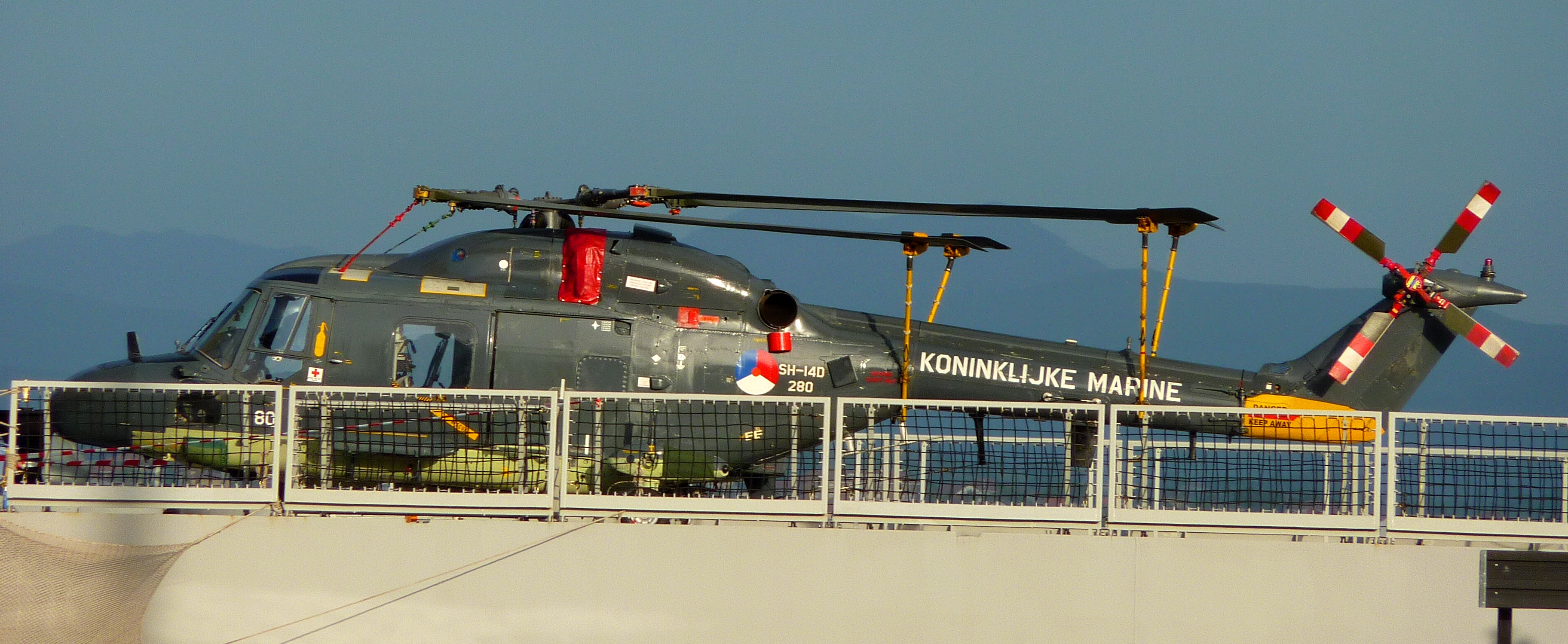
Lynx de la Armada Real de los Países Bajos a bordo de la fragata clase De Zeven Provinciën "Tromp", F-803.

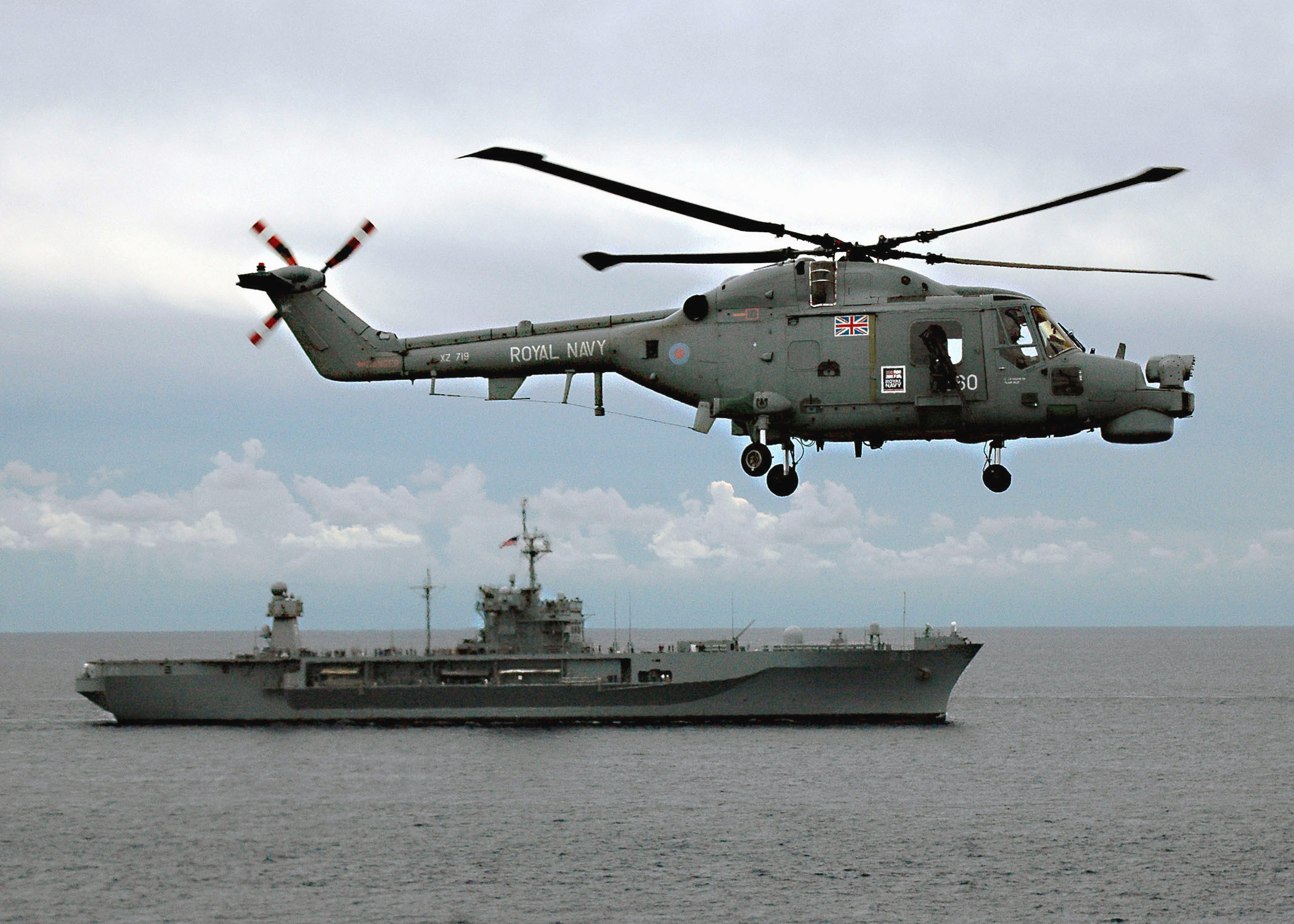
Westland Lynx de la Royal Navy.

Argelia
- Marina Argelina: 6 Super Lynx Mk-140 (ASW/ASUW)[17] y 6 Super Lynx Mk-130 Search and Rescue (SAR)[18]

 Argentina
- Armada Argentina

En 1977 la Armada Argentina había encargo 2 unidades de la variante HAS.MK.23 (variante de exportación del HAS.MK.2) con opción de compra por otros 8 ejemplares para sus operaciones a bordo de los nuevos destructores Tipo 42, Hércules y Santísima Trinidad. A su arribo en agosto de 1978, los dos helicópteros fueron asignados a la 1.ª Escuadrilla de helicópteros encuadrada en la 3.ª Escuadra Aeronaval, con sede en la Base Aeronaval de Comandante Espora, Bahía Blanca, provincia de Buenos Aires. Las dos unidades fueron matriculadas como 0734/3-H-141 y 0735/3-H-142, ambos ejemplares participaron en la guerra de Malvinas. Terminado el conflicto Gran Bretaña se negó a entregar los 8 ejemplares MK.87 pendientes. Para compensar estos helicópteros no entregados, los Argentinos ordenaron el Eurocopter Fennec.
 Brasil
- Marina de Brasil

Francia
- Marina Nacional francesa

 Alemania
- Armada Alemana

 Malasia
- Real Armada de Malasia

 Países Bajos
- Real Armada Holandesa

Recibió 6 unidades de búsqueda y rescate y 18 para guerra antisubmarina.
 Nigeria
- Armada de Nigeria

 Noruega
- Real Fuerza Aérea Noruega

Opera seis helicópteros a través de la Norwegian Coast Guard. 337 Skvadron opera desde los Nordkapp Class cutters.
 Omán
- Real Fuerza Aérea de Omán

 Pakistán
- Armada Pakistaní

Opera helicópteros Lynx para la lucha antibuque, antisubmarina y transporte.
 Portugal
- Armada Portuguesa

Emplea sus Lynx en las Fragatas clase Vasco da Gama.
 Sudáfrica
- Fuerza Aérea Sudafricana

Opera cuatro Super Lynx 300 Mk64s desde las Valour class frigate de la South African Navy.
 Corea del Sur
- Armada de la República de Corea

 Tailandia
- Real Armada Tailandesa

 Reino Unido
- Ejército Británico
  - Army Air Corps
- Marina Real Británica
  - Fleet Air Arm

### Operadores policiales
Catar
- Qatar State Police

## Especificaciones

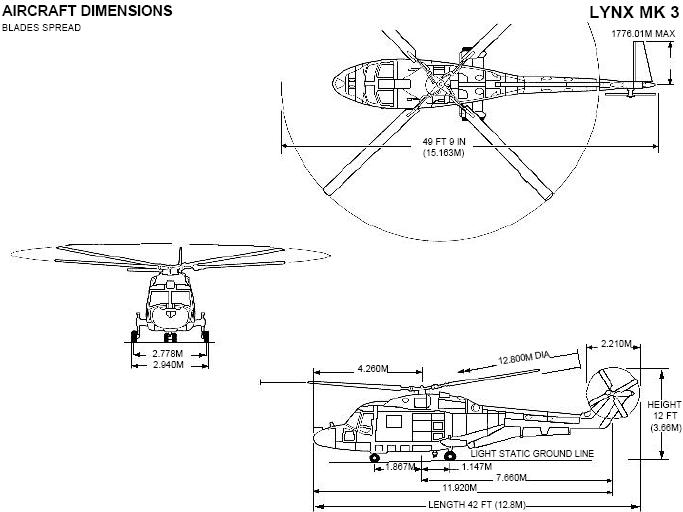
Lynx Mk.3

| Peso máximo al despegue en configuración básica | 4736 kg (10497,7 lb) |
| Potencia máxima continua de los motores         | 671 kW               |
| Diámetro del rotor principal                    | 12,8 m (42 ft)       |
| Diámetro del rotor secundario                   | 2,36 m (7,74 ft)     |
| Alcance                                         | 850 km (528 millas)  |
| Autonomía                                       | 5 h, 20 min          |
| Velocidad máxima                                | 333 km/h (207 MPH)   |
| Velocidad de rotación del rotor principal       | 326 rpm              |
| Techo de vuelo absoluto                         | 3200 m (10499 ft)    |

Referencia datos: Flugzeug y AMILARG

### Características generales
- Tripulación: 2 pilotos
- Longitud: 15,2 m (49,7 ft)
- Diámetro rotor principal: 12,8 m (42 ft)
- Altura: 3,6 m (11,8 ft)
- Área circular: 128,7 m² (1385,4 ft²)
- Peso vacío: 2740 kg (6039 lb)
- Peso máximo al despegue: 4763 kg (10 497,7 lb)
- Planta motriz: 2× Turboeje Rolls-Royce Gem 2.
  - Potencia: 671 kW (925 HP; 912 CV) cada uno.

### Rendimiento
- Velocidad máxima operativa (Vno): 333 km/h (207 MPH; 180 kt)
- Velocidad crucero (Vc): 230 km/h (143 MPH; 124 kt)
- Alcance: 528 millas (850 km)
- Techo de vuelo: 3200 m (10 499 ft)

### Armamento
- Bombas: 

  - Torpedos Mark 44

### Desarrollos relacionados
- Westland 30
- AgustaWestland AW159

### Aeronaves similares
- Kaman SH-2 Seasprite
- Sikorsky SH-60 Seahawk
- Bell UH-1 Iroquois
- Sikorsky UH-60 Black Hawk